# 대한민국 제17대 국회 후반기 의장단 선거
제17대 국회 후반기 의장단 선거는 2006년 6월 19일 실시되었다.
선거 결과 4선의 임채정 열린우리당 의원이 국회의장에, 4선의 이용희 열린우리당 의원과 5선의 이상득 한나라당 의원이 국회부의장에 선출되었다.

## 선거 제도
국회의 의장 및 부의장은 국회의원들의 무기명 투표로 선출하되 만약 1차 투표 결과 재적 의원의 과반을 득표한 자가 없으면 2차 투표를 실시하고, 2차 투표에서도 과반 득표자가 나오지 않을 시 최고득표자와 차점자에 대하여 3차 결선 투표를 실시하되 이 경우 단순 다수 득표자를 당선자로 하도록 되어있었다.

## 후보

### 국회의장 후보

#### 열린우리당
열린우리당은 2006년 5월 3일 의원총회를 열고 임채정 의원을 국회의장 후보에 추대하였다.
국회의장 후보로는 국회 통일외교통상위원장인 임채정 의원과 국회부의장인 김덕규 의원, 두 사람이 출마 의사를 피력하고 있었다. 당초 김원기 국회의장이 연임에 도전할 수도 있다는 관측이 나왔으나, 열린우리당 지도부가 김원기 의장을 국회의장 후보 지명에서 배제키로 결정해 논외가 됐다.
열린우리당은 당내 분란을 피하기 위해 국회의장·국회부의장 후보를 이른바 '교황 선출 방식'으로 결정하기로 하였는데, 이는 미리 후보 등록을 통해 출마자가 결정되고 이들에 대해 투표를 하는 보통의 경선 방식과 달리 142명의 소속 의원들이 각자 지지하는 사람의 이름을 임의로 써내고 그 결과 가장 많은 지지를 받은 의원을 추대하는 것이었다. 5월 1일부터 2일까지 원내대표실에서 이같은 방식으로 의원들의 추천을 받은 결과, 임채정 의원이 최다 득표를 한 것으로 드러나 후보로 확정되었다.
| 후보     | 득표 | %     | 비고 |
| -------- | ---- | ----- | ---- |
| 임채정   | 71   | 50.71 | 당선 |
| 김덕규   | 69   | 49.29 |      |
| 총투표수 | 140  | 100   |      |

### 국회부의장 후보

#### 열린우리당
열린우리당은 2006년 5월 3일 의원총회를 열고 이용희 의원을 국회부의장 후보에 추대하였다.
국회의장 후보 투표와 같은 방식으로 진행된 국회부의장 후보 투표에서는 국회 행정자치위원장인 이용희 의원이 최다 추천을 받았다.

#### 한나라당
2년 전, 전반기 의장단 선거 당시 한나라당의 국회부의장 후보 경선에는 박희태 의원과 이상득 의원, 두 5선 의원이 경합하였다. 당시 한나라당은 당의 단합 차원에서 전반기 부의장직은 이상득 의원이 박희태 의원에게 양보하고, 대신 후반기 부의장 선거 때 이상득 의원을 추대하기로 하는 내부 합의를 이루었다. 이상득 의원은 합의에 따라 부의장 후보 경선 출마를 철회하였으며, 박희태 의원은 경선 없이 한나라당의 전반기 부의장 후보가 되었다. 따라서 후반기 부의장 후보로는 합의된대로 이상득 의원이 만장일치로 추대될 것으로 보여지고 있었으나, 4선의 이강두 의원이 돌연 출마를 선언하여 경선이 불가피하게 되었다. 결국 한나라당은 2006년 6월 19일 의원총회에서 이상득 의원과 이강두 의원을 두고 경선을 실시, 이상득 의원을 국회부의장 후보로 선출하였다.
| 후보     | 득표 | %     | 비고 |
| -------- | ---- | ----- | ---- |
| 이상득   | 83   | 75.45 | 당선 |
| 이강두   | 27   | 24.55 |      |
| 총투표수 | 110  | 100   |      |

## 선거 결과

### 국회의장 선거
서울특별시 노원구 병 지역구의 임채정 열린우리당 의원이 당선되었다.
| 후보   | 소속       | 득표 | %     | 비고 |
| ------ | ---------- | ---- | ----- | ---- |
| 임채정 | 열린우리당 | 247  | 83.73 | 당선 |
| 김덕규 | 열린우리당 | 5    | 1.69  |      |
| 이상득 | 한나라당   | 4    | 1.36  |      |
| 이용희 | 열린우리당 | 3    | 1.02  |      |
| 박희태 | 한나라당   | 2    | 0.68  |      |
| 김원기 | 열린우리당 | 1    | 0.34  |      |
| 박계동 | 한나라당   | 1    | 0.34  |      |
| 기권   | 기권       | 4    | 1.36  |      |
| 무효   | 무효       | 4    | 1.36  |      |
| 결석   | 결석       | 24   | 8.14  |      |
| 재적   | 재적       | 295  | 100   |      |

### 열린우리당 몫 국회부의장 선거
충청북도 보은군·옥천군·영동군 지역구의 이용희 열린우리당 의원이 당선되었다.
| 후보   | 소속       | 득표 | %     | 비고 |
| ------ | ---------- | ---- | ----- | ---- |
| 이용희 | 열린우리당 | 255  | 86.44 | 당선 |
| 이상득 | 한나라당   | 3    | 1.02  |      |
| 김덕규 | 열린우리당 | 1    | 0.34  |      |
| 배일도 | 한나라당   | 1    | 0.34  |      |
| 기권   | 기권       | 4    | 1.36  |      |
| 무효   | 무효       | 1    | 0.34  |      |
| 결석   | 결석       | 30   | 10.17 |      |
| 재적   | 재적       | 295  | 100   |      |

### 한나라당 몫 국회부의장 선거
경상북도 포항시 남구·울릉군 지역구의 이상득 한나라당 의원이 당선되었다.
| 후보   | 소속     | 득표 | %     | 비고 |
| ------ | -------- | ---- | ----- | ---- |
| 이상득 | 한나라당 | 244  | 82.71 | 당선 |
| 이상배 | 한나라당 | 1    | 0.34  |      |
| 최연희 | 무소속   | 1    | 0.34  |      |
| 홍문표 | 한나라당 | 1    | 0.34  |      |
| 기권   | 기권     | 1    | 0.34  |      |
| 무효   | 무효     | 6    | 2.03  |      |
| 결석   | 결석     | 41   | 13.90 |      |
| 재적   | 재적     | 295  | 100   |      |